# Nature Biomedical Engineering
Nature Biomedical Engineering è una rivista scientifica mensile sottoposta a revisione paritaria e pubblicata dalla Nature Portfolio.
È stata fondata nel 2017.
Il caporedattore è Pep Pàmies.

## Indicizzazione
Gli abstract e gli articoli della rivista sono indicizzati da:
- Science Citation Index Expanded
- Scopus.

Secondo il Journal Citation Reports, per il 2021 la rivista ha ricevuto un fattore di impatto pari a 29,234.